# Highway Gothic
Highway Gothic è un font senza grazie sviluppato dalla Federal Highway Administration statunitense per l'uso nella segnaletica stradale. Oltre ad essere utilizzato nella segnaletica degli Stati Uniti, è in uso in altri paesi dell'America e utilizzato per le indicazioni in lingua inglese in alcune nazioni. Altri font utilizzati per scopi simili sono Clearview e Interstate.

Esempio di segnale di indicazione con font Highway Gothic